# Douglass Street Music Collective
Douglass Street Music Collective  ist ein Veranstaltungsort für Jazzmusik im New Yorker Stadtteil Brooklyn.
Der Veranstaltungsort Douglass Street Music Collective (295 Douglass Street, nahe der Third Avenue) befindet sich im Gowanus-Viertel des New Yorker Stadtteils Brooklyn. Zu den Gründern der in den frühen 2000er-Jahren geschaffenen Spielstätte gehörten u. a. Nicole Federici und Rob Garcia; Das Douglass Street Music Collective ging aus einer Musikinitiative hervor, die neben Konzerten auch Workshops veranstaltet.
Dort traten u. a. Katherine Young, Mike Pride, Anthony Braxton’s Tri-Centric Orchestra (2011) Sunna Gunnlaugs, Nate Wooley, Satoko Fujii/Natsuki Tamura, Angelika Niescier, Angelica Sanchez, Frank Gratkowski,  das Empty Cage Quartet, Kris Davis, Andrew Drury, Ingrid Laubrock, Catherine Sikora auf; ferner entstanden dort Konzertmitschnitte u. a. von  Thomas Heberer, Han-earl Park und Josh Sinton.   Die Spielstätte gehört zu der nach Ansicht der New York Times in den 2010er-Jahren anwachsenden Gruppe Brooklyner Veranstaltungsorte in Musikerhand, wie die in der Nähe befindlichen IBeam und ShapeShifter Lab. Als Kurator fungierte bisher Josh Sinton.

## Diskographische Hinweise
- Thomas Heberer's Clarino: Klippe (Clean Feed Records, 2011), mit Pascal Niggenkemper, Joachim Badenhorst
- Han-earl Park, Catherine Sikora, Nick Didkovsky, Josh Sinton: Anomic Aphasia (Slam Productions, 2015)
- The Brooklyn Express: No Time Left! (Long Song Records, 2016), mit Joe Fonda, Tiziano Tononi, Daniele Cavallanti, Steve Swell, Herb Robertson